# Apatophysis kashmiriana
Apatophysis kashmiriana är en skalbaggsart som beskrevs av Semenov 1901. Apatophysis kashmiriana ingår i släktet Apatophysis och familjen långhorningar.
Artens utbredningsområde är Laos. Inga underarter finns listade i Catalogue of Life.